# Марті Наталегава
Раден Мохаммад Марті Муліа Наталегава (індонез. Raden Mohammad Marty Muliana Natalegawa), більше відомий як Марті Наталегава (індонез. Marty Natalegawa) — міністр закордонних справ Індонезії з жовтня 2009 року.

## Ранні роки життя
Марті Наталегава народився 22 березня 1963 року в Бандунзі. Його батько, Сонсон Наталегава (індонез. Sonson Natalegawa), в минулому обіймав посаду генерального директора одного з найбільших державних банків.

## Освіта
З 1976 по 1981 рік навчався у Великій Британії, закінчив Елсмірський коледж та Коледж Конкорда. У 1985 році закінчив Коледж Корпус Крісті Кембриджського університету, отримавши ступінь магістра філософії. У 1993 році отримав ступінь доктора філософії в Австралійському національному університеті.

## Дипломатична кар'єра
На дипломатичній службі з 1986 року. Працював на посаді голови адміністрації індонезійського МЗС, потім — в апараті АСЕАН. 11 листопада 2005 президент Сусіло Бамбанг Юдхойоно призначив Наталегаву послом Індонезії у Великій Британії. З 2007 по 2009 рік — постійний представник Індонезії в ООН. З 2009 року — міністр закордонних справ Індонезії.

## Особисте життя
Дружина Марті Наталегава — Шранья Бамрунгфонг (Sranya Bamrungphong), тайка за національністю. У сім'ї троє дітей.